# Цыгица, Елена Леонидовна
Елена Леонидовна Цыгица (укр. Олена Леонідівна Цигиця; род. 8 апреля 1975, Кривой Рог, Днепропетровская область) — украинская гандболистка, бронзовый призёр летних Олимпийских игр 2004 года. Заслуженный мастер спорта Украины (2004).

## Биография
Родилась 8 апреля 1975 года в городе Кривой Рог.
В 1998 году окончила Криворожский педагогический университет, факультет биологии. Первый тренер — Валентин Осипов. Известна по выступлениям за украинские клубы «Спартак» (Киев), «Освита», «Смарт» (оба — Кривой Рог), «Мотор» (Запорожье) и «Кометал» (Скопье, Македония). Неоднократно становилась чемпионкой Украины, в 2001 году выиграла Кубок кубков за запорожский «Мотор» и Суперкубок Европы в 2002 году. В 2005 году дошла до финала Лиги чемпионов ЕГФ в составе «Кометала».
В составе сборной Украины выступала с 1998 по 2010 годы, сыграла 202 матча. Бронзовый призёр Олимпийских игр 2004 года и серебряный призёр чемпионата Европы 2000 года, лучшая левая полусредняя чемпионата Европы 2000 года и чемпионата мира 2003 года. Награждена орденом княгини Ольги III степени.
В 2008 году объявила об уходе из гандбола, на короткое время вернулась, чтобы помочь криворожскому клубу «Смарт», но в 2010 году официально завершила игровую карьеру.
Муж — Валерий Войналович, тренер криворожского гандбольного клуба «Спарта». Воспитывает сына и работает в Министерстве спорта.